# Liste der Kulturdenkmale in Nübel
In der Liste der Kulturdenkmale in Nübel sind alle Kulturdenkmale der schleswig-holsteinischen Gemeinde Nübel (Kreis Schleswig-Flensburg) aufgelistet (Stand: 10. März 2025). Die Bodendenkmale sind in der Liste der Bodendenkmale in Nübel aufgeführt.

## Legende
In den Spalten befinden sich folgende Informationen:
- Objekt-ID: die Nummer des Kulturdenkmales
- Lage: die Adresse des Kulturdenkmales und die geographischen Koordinaten. Kartenansicht, um Koordinaten zu setzen. In der Kartenansicht sind Kulturdenkmale ohne Koordinaten mit einem roten Marker dargestellt und können in der Karte gesetzt werden. Kulturdenkmale ohne Bild sind mit einem blauen Marker gekennzeichnet, Kulturdenkmale mit Bild mit einem grünen Marker.
- Offizielle Bezeichnung: Bezeichnung des Kulturdenkmales
- Beschreibung: die Beschreibung des Kulturdenkmales
- Bild: ein Bild des Kulturdenkmales

## Sachgesamtheiten
| Objekt-ID      | Lage                          | Offizielle Bezeichnung | Beschreibung | Bild                             |
| -------------- | ----------------------------- | ---------------------- | --- | -------------------------------- |
| 40963 Wikidata | (54° 33′ 44″ N, 9° 34′ 57″ O) | Kirche St. Marien      | Aktualisierung vorgesehen - Begründung: geschichtlich, künstlerisch, städtebaulich, Kulturlandschaft prägend - Schutzumfang: Kirche St. Marien mit Ausstattung, Glockenhaus, Kirchhof, Grabmale bis 1870, Kirchhofspforten, Baumkranz (Kastanien, Linden), Feldsteinwall | weitere Fotos \| Fotos hochladen |

## Bauliche Anlagen
| Objekt-ID | Lage                          | Offizielle Bezeichnung            | Beschreibung | Bild                             |
| --------- | ----------------------------- | --------------------------------- | --- | -------------------------------- |
| 4115      | (54° 33′ 44″ N, 9° 34′ 57″ O) | Kirche St. Marien mit Ausstattung | Die evangelische Kirche wurde um 1200 erbaut. Das Innere wurde später spätgotisch gestaltet. Die Kanzel stammt aus dem Jahr 1786. Alteintragung (Aktualisierung vorgesehen) - Begründung: geschichtlich, künstlerisch, städtebaulich - Schutzumfang: Kirche St. Marien mit Ausstattung, Glockenhaus - Denkmaltyp: Bauliche Anlage, Sachgesamtheit: Kirche St. Marien | weitere Fotos \| Fotos hochladen |

## Gründenkmale
| Objekt-ID      | Lage                                      | Offizielle Bezeichnung | Beschreibung | Bild            |
| -------------- | ----------------------------------------- | ---------------------- | --- | --------------- |
| 26395 Wikidata | Schulstraße (54° 33′ 46″ N, 9° 34′ 56″ O) | Kirchhof               | Alteintragung (Aktualisierung vorgesehen) - Begründung: geschichtlich, Kulturlandschaft prägend - Schutzumfang: Kirchhof, Grabmale bis 1870, Kirchhofspforten, Baumkranz (Kastanien, Linden), Feldsteinwall - Denkmaltyp: Gründenkmal, Sachgesamtheit: Kirche St. Marien | Fotos hochladen |

## Quelle
- Liste der Kulturdenkmale in Schleswig-Holstein – Kreis Schleswig-Flensburg

- Karte mit allen Koordinaten:
- OSM |
- WikiMap